# روزالي برادفورد
روزالي برادفورد (بالإنجليزية: Rosalie Bradford)‏ (27 أغسطس 1943-29 نوفمبر 2006) هي امرأة أمريكية، وهي أحد أثقل الناس على الإطلاق، واقترب وزنها من 544 كجم، وتحمل الرقم القياسي العالمي لأكبر وزن مفقود من قبل امرأة، 415.9 كجم.

## روابط خارجية
- روزالي برادفورد على موقع IMDb (الإنجليزية)